# Hotel Adlon

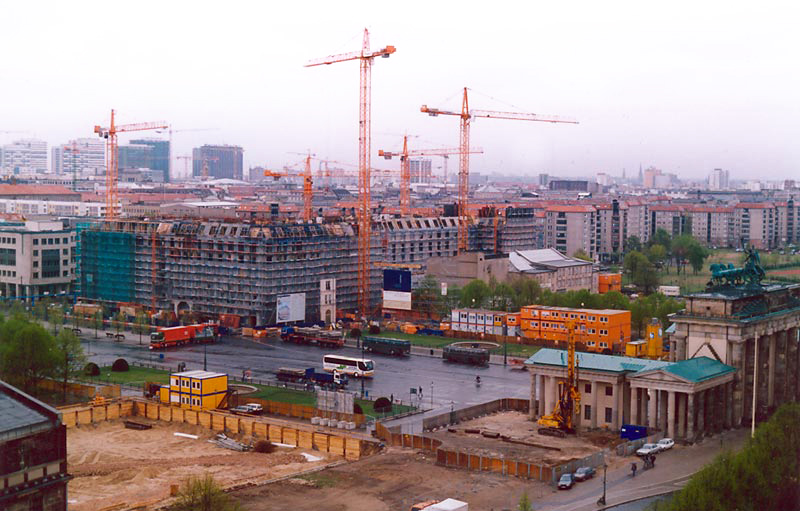
Adlon 1995

Hotelul Adlon Kempinski este un hotel de lux, fiind unul dintre cele mai cunoscute hoteluri din Germania. El se află în sectorul Dorotheenstadt situat în centrul Berlinului pe strada Unter den Linden, lângă piața Pariser Platz, numai la câțiva metri de Poarta Brandenburgică. Hotelul a fost deschis în octombrie 1907. Arhitectura originală a clădirii a fost distrusă în al doilea război mondial. In anul 1984 fiind complet restaurat, iar la data de 23 august 1997 s-a deschis clădirea nouă a hotelului.